# Bouteloua aristidoides
Bouteloua aristidoides là một loài thực vật có hoa trong họ Hòa thảo. Loài này được (Kunth) Griseb. mô tả khoa học đầu tiên năm 1864.